# 天主教沃爾辛厄姆聖母個別教長管轄區
天主教沃爾辛厄姆聖母個別教長管轄區（英語：Personal Ordinariate of Our Lady of Walsingham、聖公宗譯為：沃辛漢聖母特別主教轄區）是天主教會在英國設置的個別教長管轄區，為直屬於聖座的自治教會組織。它於2011年1月15日因教宗本篤十六世的宗座憲章《聖公會的結合》（拉丁語：Anglicanorum coetibus）諭令而成立，以便英格蘭和威爾斯改宗天主教的前聖公會聖職人員及信眾能夠保有自己的儀式及傳統。
個別教長管轄區的設立允許前聖公會成員與天主教會共融，同時還保留「獨特聖公會遺產」的元素。個別教長管轄區以沃爾辛厄姆聖母和前聖公會牧師若望·亨利·紐曼樞機為主保。

## 教務首長
前英國聖公會里奇伯勒主教基夫·牛頓由於已有婚姻和家庭，因此無法被任命為天主教的主教，不過還是被祝聖為天主教司鐸並給予蒙席頭銜及在2011年1月15日任命為首位個別教長管轄區首長。牛頓蒙席已說他將受允許穿戴權戒和主教冠，還有執帶牧杖等傳統的主教儀式配件。
前埃布斯菲特主教安德肋·貝咸及前富咸主教若望·博洛克於2011年1月15日被任為天主教個別教長管轄區神父。
已退休里奇伯勒主教愛德雲·巴恩斯已辭去英格蘭國教會並計劃在2011年3月供職於個別教長管轄區。
2024年，牛頓蒙席榮休，由獨身的達味·沃樂神父接任教長職，並於2024年6月22日在西敏主教座堂獲祝聖為主教。

## 主教轄區建築
個別教長管轄區以原先會眾所在地區附近的天主教教堂為彌撒的舉行地點。2013年，威斯敏斯特總教區總主教雲先·尼科爾斯將位於倫敦蘇活區沃里克街的升天聖母與聖額我略堂提供給該轄區使用。 

## 成員
聖公會已經聲稱最少900人，其中可能包括50位牧師，預料或者已經離開英格蘭國教會並加入個別教長管轄區。當中首批神職人員在2011年五旬節被祝聖為天主教鐸品，並在個別教長管轄區服務。

## 聖公會反應
根據一份報紙報告，英格蘭國教會有些資深的主教們考慮到個別教長管轄區的建立會損害合一的關係。

## 外部連結
- Text of the Apostolic Constitution Anglicanorum coetibus（页面存档备份，存于）（英文）
- 沃爾辛厄姆聖母個別教長管轄區 （页面存档备份，存于） -- Catholic-Hierarchy.org （英文）